# Юркино (Палехский район)
Ю́ркино — деревня в Палехском районе Ивановской области. Входит в состав Пеньковского сельского поселения.

## География
Деревня находится в восточной части района, на расстоянии 27 км (по автодорогам) к востоку от посёлка городского типа Палех, административного центра района.

### Часовой пояс
Деревня Юркино, как и вся Ивановская область, находится в часовой зоне МСК (московское время). Смещение применяемого времени относительно UTC составляет +3:00.

## Население
| 1859 | 1905 | 2010 |
| ---- | ---- | ---- |
| 138  | ↗139 | ↘26  |